# Форт Чисвел (Вирџинија)
Форт Чисвел (енгл. Fort Chiswell) насељено је место без административног статуса у америчкој савезној држави Вирџинија.

## Демографија
По попису из 2010. године број становника је 939, што је 28 (3,1%) становника више него 2000. године.
| Група             | 2000.       | 2010.       |
| Белци             | 892 (97,9%) | 899 (95,7%) |
| Афроамериканци    | 7 (0,8%)    | 9 (1,0%)    |
| Азијати           | 0 (0,0%)    | 12 (1,3%)   |
| Хиспаноамериканци | 2 (0,2%)    | 13 (1,4%)   |
| Укупно            | 911         | 939         |